# والپرنهاین
والپرنهاین (به آلمانی: Walpernhain) یک شهر در آلمان است که در زاله‌هلتسلاند واقع شده‌است. والپرنهاین ۱۷۹ نفر جمعیت دارد.